# Monster Hunter: World
Monster Hunter: World (モンスターハンター：ワールド, Monsutā Hantā: Wārudo) é um jogo de RPG eletrônico de ação desenvolvido e publicado pela Capcom. O jogo faz parte da série Monster Hunter, foi lançado mundialmente em 26 de janeiro de 2018 para PlayStation 4 e Xbox One e em 9 de agosto de 2018 para Windows. No jogo, o jogador assume o papel de um Caçador, encarregado de caçar ou atrapalhar monstros que vagam em um dos vários espaços ambientais. Se for bem sucedido, o jogador é recompensado através de pilhais constituídos por partes do monstro e outros elementos que são usados para fabricar armas e armaduras, entre outros equipamentos. O loop principal do jogo faz com que o jogador crie equipamentos adequados para poder caçar monstros mais difíceis, que por sua vez fornecem peças que levam a uma engrenagem mais poderosa. Os jogadores podem caçar sozinhos ou podem caçar em grupos cooperativos de até quatro jogadores através dos serviços on-line do jogo.
Anunciado na E3 2017, Monster Hunter: World adotou as formulas de seus jogos antigos. Mudanças feitas no Monster Hunter: World inclui a criação de espaços ambientais totalmente conectados e a remoção das "zonas" que eram necessárias nos jogos para o PlayStation 2 e jogos portáteis, inteligência artificial e físicas dos monstros ficou mais avançados para criar ecossistemas aparentemente vivos que poderiam ser aproveitados durante caças, uma experiência cooperativa multiplayer mais persistente e um aprimoramento da interface do usuário do jogo, sistemas de menu e tutoriais para ajudar a trazer novos jogadores para a série. Essas mudanças levaram a Capcom a planejar o lançamento simultâneo do jogo em mercados japoneses e ocidentais, já que Monster Hunter, como uma série, geralmente definiu no Ocidente, em comparação com o Japão em parte devido a horários de lançamento diferentes. A Capcom também optou por apoiar o jogo online entre essas diferentes regiões geográficas por motivos semelhantes. O atraso para o lançamento do Windows foi atribuído à Capcom, procurando garantir que sua primeira incursão no mercado do Windows fosse otimizada para os jogadores nos computadores.
Monster Hunter: World recebeu elogios da crítica após a liberação do jogo, com críticas ao louvar como a Capcom conseguiu tornar o jogo mais acessível aos novos jogadores e aos mercados ocidentais, sem prejudicar os principais elementos da jogabilidade da série e dificuldades divertidas e aproveitar o plenamente capacidade computacional de consoles mais modernos para criar ecossistemas vivos. Dentro de algumas semanas do lançamento, o jogo tornou-se o jogo mais vendido na história da Capcom com mais de seis milhões de cópias enviadas. No momento, já são 7,5 milhões de copias vendidas no mundo todo.

## Sinopse
Em um cenário da alta fantasia sem nome, seres humanos e outras raças sencientes puseram seus olhos no Novo Mundo, um continente separado do Velho Mundo povoado. O Novo Mundo é um deserto indomável onde muitos monstros poderosos vagam, e onde os pesquisadores foram atraídos para descobrir novos mistérios. Várias frotas marítimas já foram enviadas para estabelecer bases de trabalho, a salvo de monstros, e as operações são lideradas pela Comissão de Pesquisa.

### Piloto
O jogador controla um caçador que eles podem nomear, apoiado por um assistente de manipulação, que fazem parte da Quinta Frota que foi convocada pela Comissão de Pesquisa para fornecer mais apoio ao Novo Mundo. Um foco particular da Expedição é estudar os Elder Dragons, animais poderosos que podem afetar ecossistemas inteiros e por que eles migram para o Novo Mundo a cada dez anos em um evento conhecido como Elder Crossing. Enquanto viaja para o Novo Mundo, a Quinta Frota encontra Zorah Magdaros, um enorme Dragão Elder do tamanho de uma montanha. Depois de serem resgatados e chegando ao acampamento base, conhecido como Astera, o Hunter e seu Handler realizam várias tarefas para explorar a área e estudar a Zorah Magdaros a pedido do Comandante da Expedição. A Expedição determina que Zorah Magdaros está morrendo e está migrando para um enorme cemitério, conhecido como o Rotten Vale. Uma missão de captura conduzida pela Expedição contra Zorah Magdaros é frustrada por Nergigante, um Elder Dragon que se alimenta de outros Elder Dragons e protege Zorah Magdaros como sua futura refeição. Depois de escapar da emboscada, Zorah Magdaros entra inesperadamente no Everstream em vez de viajar para o Rotten Vale. Após novas investigações, a expedição aprende que, se Zorah Magdaros morrer dentro do Everstream, sua bioenergia liberada destruirá o Novo Mundo. Sem tempo para evacuar, a Expedição desenvolve um plano de emergência para interceptar Zorah Magdaros e dirigi-lo para o oceano, onde sua bioenergia lançada formará um novo ecossistema aquático. Nergigante mais uma vez interfere, mas desta vez é conduzido pelos caçadores, e Zorah Magdaros é conduzido com sucesso no oceano.
No entanto, quando Nergigante foge para o recesso do ancião, uma área no Everstream com quantidades maciças de bio-energia armazenada, a presença de Nergigante afasta seu dragão mais velho presa em direção a locais vizinhos, perturbando cada ecossistema individual. Com a ajuda do Almirante, o verdadeiro líder da expedição, o caçador é capaz de rastrear e matar Nergigante. Com Nergigante morto, os dragões mais velhos se acalmam e retornam ao recesso. Após a sua derrota pelo caçador, a fonte de energia dentro do recesso do ancião é descoberto: Xeno'jiiva, um bebê ancião dragão, que tinha sido incubar dentro do recesso do ancião, e estava se alimentando da bio-energia de Elder Dragons mortos. Xeno'jiiva escotilhas ao ser descoberto, e a mando do Almirante, o caçador derrota-lo antes que ele possa causar estragos no mundo. Com o cruzamento mais velho agora totalmente compreendido, a expedição é considerada concluída, mas os membros são oferecidos a oportunidade de permanecer no novo mundo para continuar a sua pesquisa.

## Jogabilidade
Monster Hunter: World é um jogo de RPG de ação do mundo aberto jogado a partir de uma perspectiva de terceira pessoa. Semelhante aos jogos anteriores da série, o jogador assume o papel de um personagem criado pelo jogador que viaja para o "novo mundo", uma massa de terra despovoada cheia de monstros, para se juntar à Comissão de pesquisa que estudam a terra a partir de sua base de comando central de Astera.

## Recepção
Monster Hunter: World recebeu "aclamação universal" da crítica no PlayStation 4 e Xbox One, e uma recepção "geralmente favorável" no PC, de acordo com o agregagor de notas Metacritic. Geralmente os revisores elogiaram o jogo para poder reter e não sacrificar a fórmula do caçador do monstro do núcleo ao abri-la para ser favorável para jogadores novos à série, poder aproveitar-se do poder de processamento mais elevado dos consoles comparados a handhelds para fazer os mundos do jogo se sentir mais vivo, embora ainda observou que há elementos de aprendizagem da mecânica do jogo e da curva de dificuldade que ainda pode ser um pouco assustadora para os jogadores inexperientes.
Antes do lançamento do jogo, os fãs de longa data da série estabeleceu um programa não-oficial "adotar um caçador", onde os jogadores experientes da série seriam emparelhados com novatos e novos jogadores para ajudar a ensiná-los sobre muitas das estratégias de jogabilidade do núcleo e características sutis de Monster Hunter: World. O programa foi criado por fãs reconhecendo que World seria provavelmente o primeiro jogo da série para muitos nas regiões ocidentais e foi projetado para ajudar esses jogadores a entender o jogo e gerenciar a curva de aprendizado íngreme como para ajudar a trazer mais jogadores para o Comunidade e fazer a série bem sucedida no Ocidente. Embora tais esforços tenham sido parte da Comunidade Monster Hunter desde o seu lançamento, a distribuição mais ampla do mundo era esperado para ser mais favorável a este programa de adoção.

### Vendas
Monster Hunter: World vendeu mais de 5 milhões de cópias em três dias após o lançamento, incluindo vendas digitais, superando todos os outros jogos anteriores da série.
De acordo com Famitsu, mais de um milhão de unidades de varejo foram vendidos no Japão durante esses três dias, aumentando para uma estimativa de 2 milhões unidades com vendas digitais; Estas foram acompanhados por um impulso nas vendas do console PlayStation 4 na mesma semana, com mais de 140.000 consoles vendidos. Duas semanas após o lançamento, a Capcom anunciou que seus números globais de embarque tinha subido para 6 milhões, fazendo do mundo o jogo mais rápido de venda de Monster Hunter e o jogo mais vendido de qualquer de suas propriedades. Com isso, o mundo se tornou o quarto jogo mais vendido da Capcom. NPD Group informou que o mundo era o jogo de topo de vendas nos Estados Unidos em janeiro de 2018.
As vendas digitais do jogo desafiaram a do PlayerUnknown’s Battlegrounds no mercado de Xbox One, que tinha prendido a posição superior das vendas por dois meses antes; nos Estados Unidos, Monster Hunter: World ultrapassou PlayerUnknown’s Battlegrounds na segunda semana de seu lançamento, enquanto ele veio logo atrás de PlayerUnknown’s Battlegrounds nas vendas do Reino Unido. Na PlayStation Network, Monster Hunter: World cobriu os gráficos de vendas online da loja nos Estados Unidos e na Europa para o mês de janeiro de 2018.